# Řemínkový obklad

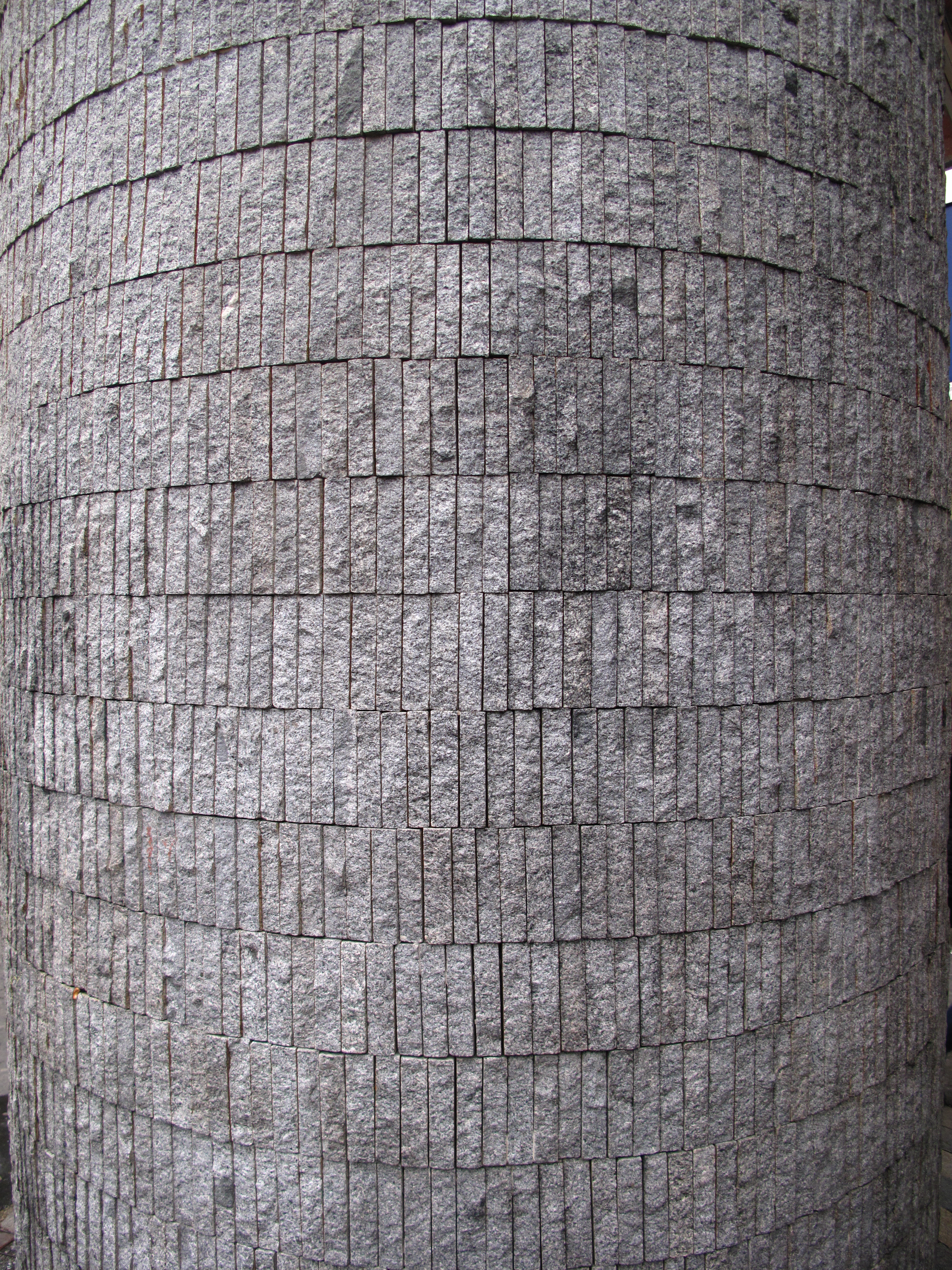
Řemínkový obklad

Řemínkový obklad (též kvádříkový obklad) je takový obklad, který v pohledu připomíná řemen. Je tvořen malými několik centimetrů dlouhými kvádříky pokládanými buď svisle nebo vodorovně. Větší strana kvádříků je upravena štípáním s odlišnými ploškami odlomu, kdežto kratší stěny jsou hladké po řezání. Obkladové dlaždice jsou nestejné tloušťky, čímž vytvářejí trojrozměrný obklad. Obkladovým materiálem může být pískovec, mramor, travertin, beton, keramika či jakýkoliv jiný materiál. V 60. až 80. letech se v Československu vyráběly z odpadů vznikajících při výrobě kamenných desek. Vyráběly je např. národní podniky RD Jeseník ve svém závodě ve Vápenná, Československý průmysl kamene v Hradci Králové, Pražský průmysl kamene či Slovenský priemysel kameňa v Levici. Řemínkově jsou obloženy skutečskou žulou venkovní sloupy nové odbavovací budovy hlavního nádraží v Praze, v podobě vračanského vápence (z Bulharska) ve stanici metra Háje.
Tento typ obkladu se chytal hrubou odštípanou stranou kvádříku na omítku cementovo-vápennou maltou. Kvádříky různé tloušťky se přikládaly za sebe těsně a následné škvíry se nespárovaly. V poslední době se dodává v podobě předpřipravených panelů, které se lepí na omítku.